# Legna Verdecia
Legna Verdecia, née le 29 octobre 1972 à La Havane, est une ancienne judokate cubaine. Elle a gagné la médaille d'or dans la catégorie des poids mi-léger (-52 kg) aux Jeux olympiques de 2000 à Sydney. Elle avait déjà, quatre ans auparavant, décroché la médaille de bronze dans la même catégorie à Atlanta. S'étant illustré tout au long des années 1990, elle a été également championne du monde en 1993 et a remporté à trois reprises les Jeux panaméricains. Elle a pris sa retraite sportive après une médaille de bronze aux championnats du monde 2001.

## Palmarès

### Jeux olympiques
- Jeux olympiques de 1996 à Atlanta (États-Unis) :
  -  Médaille d'or dans la catégorie des poids mi-léger (-52 kg).
- Jeux olympiques de 2000 à Sydney (Australie) :
  -  Médaille d'or dans la catégorie des poids mi-léger (-52 kg).

### Championnats du monde
- Championnats du monde 1991 à Barcelone (Espagne) :
  -  Médaille de bronze dans la catégorie des poids super-léger (-48 kg).
- Championnats du monde 1993 à Hamilton (Canada) :
  -  Médaille d'or dans la catégorie des poids mi-léger (-52 kg).
- Championnats du monde 1995 à Chiba (Japon) :
  -  Médaille de bronze dans la catégorie des poids mi-léger (-52 kg).
- Championnats du monde 1999 à Birmingham (Royaume-Uni) :
  -  Médaille d'argent dans la catégorie des poids mi-léger (-52 kg).
- Championnats du monde 2001 à Munich (Allemagne) :
  -  Médaille de bronze dans la catégorie des poids mi-léger (-52 kg).

### Divers
- 3 médailles d'or aux Jeux panaméricains.
- 8 podiums dont 2 victoires au Tournoi de Paris.